# 原豊土
原 豊土（はら とよと、1980年6月2日 - ）は、競艇選手。静岡県湖西市出身、愛知県豊橋市在住。登録番号4131。身長172cm。血液型A型。89期。同期に梶野学志、石塚久也、山田雄太らがいる。湖西市立新居中学校、静岡県立湖西高等学校卒業。

## 来歴
- やまと競艇学校時代、卒業記念競走に優出（妨害失格）する成績を残した。
- 2001年11月18日、浜名湖競艇場でデビュー（4着）。11月19日、初勝利（2走目）。
- 2005年1月24日、多摩川競艇場での「第36回内外タイムス賞レース」で初優勝。
- 2008年1月22日、丸亀競艇場での新鋭王座決定戦競走にG1初出場。
- 2009年11月23日、浜名湖競艇場での「中京スポーツもみじ杯」で優勝。
- 2010年3月16日、浜名湖競艇場での「男女Ｗ優勝戦　日本レジャーチャンネルカップ」で優勝。
- 2010年5月16日、下関競艇場での「日本トーター杯」で優勝（通算4回目）。
- 2017年3月14日、浜名湖競艇場での「ＤａｉｉｃｈｉＴＶファイティングカップ」で優勝。